# برات آند ويتني آر-2000 توين واسب
برات آند ويتني آر-2000 توين واسب محرك شعاعي،  صُنع في الولايات المتحدة في عام 1942 لتشغيل الطائرات العسكرية. يندرج هذا المحرك ضمن فئة محركات برات آند ويتني واسب الشعاعية.

## التصميم والتطوير
كان آر-2000 طراز مكبر من برات آند ويتني آر-1830 توين واسب، مع التركيز على خفض تكاليف التصنيع واستهلاك الوقود. تمت زيادة قطر الأسطوانة إلى 146 مم، بينما بقى طول الشوط مساوياً 140مم. أدى ذلك إلى زياددةسعة المحرك إلى 32.8 لتر.
جرت عدة تغييرات عن محرك آر-1830، فاستُخدم مغناطيس اشعال في مقدمة المحرك بدلاًً من الخلف (كما كان الحال في المحرك الأكبر السابق برات آند ويتني آر-2800 دوبل واسب)، واستُخدمت محامل بسيطة بدلاً من المحامل الأسطوانية، بالإضافة إلى وقود ذو رقم أوكتان 87 (استُخدم بسبب وجود مخاوف من انقطاع إمدادات الوقود ذو رقم أوكتان 100 خلال الحرب، لكن لم تكن هذه المخاوف في محلها).
أنتج محرك آر-2000 قدرة بلغت 1300 حصاناً عند 2700 دورة/دقيقة باستخدام وقود ذو رقم أوكتان 87، وقدرة بلغت 1350 حصاناً باستخدام وقود ذو رقم أوكتان 100، وقدرة بلغت 1450 حصاناً عند 2800 دورة/دقيقة باستخدام وقود ذو رقم أوكتان 100\130.

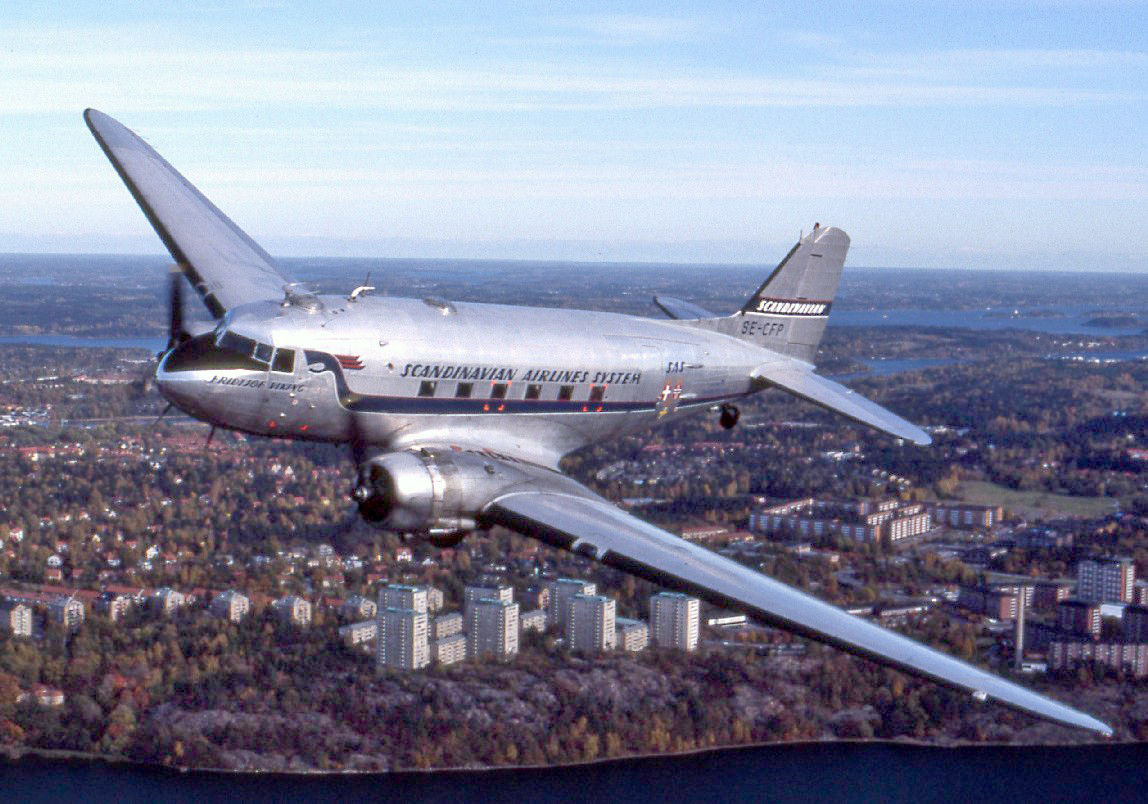
دوغلاس دي سي-3

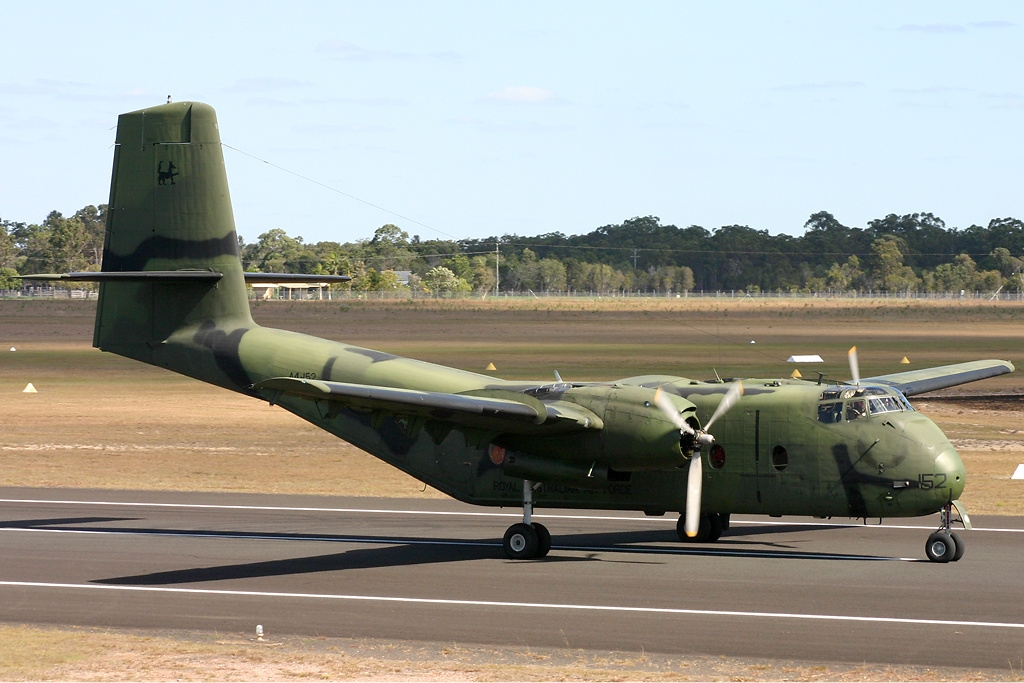
دي هافيلاند كندا دي إتش سي-4 كاريبو

## التطبيقات
- دوغلاس سي-54 سكاي ماستر
- دوغلاس دي سي-4
- دوغلاس دي سي-3
- دي هافيلاند كندا دي إتش سي-4 كاريبو
- فوغت إكس إف 5 يو

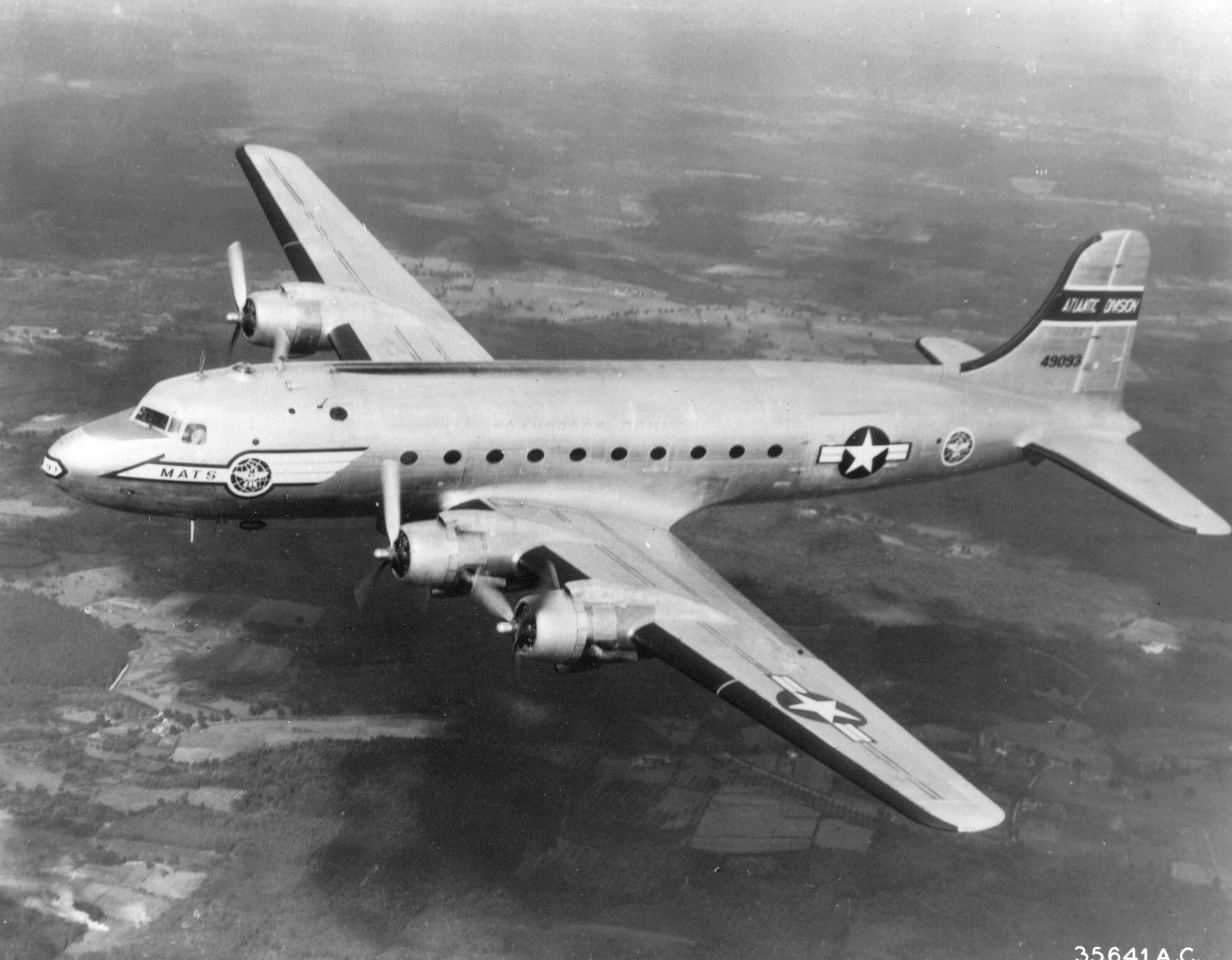
دوغلاس سي-54 سكاي ماستر
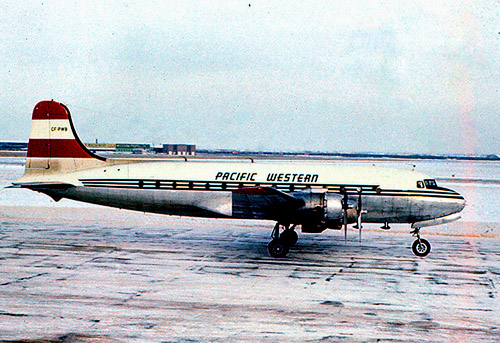
دوغلاس دي سي-4
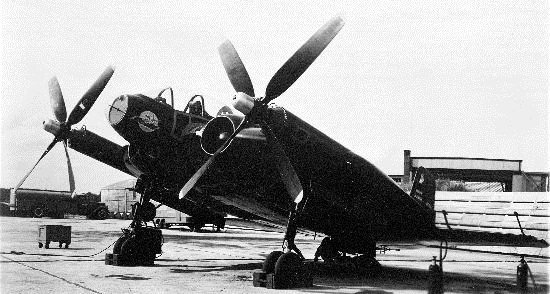
فوغت إكس إف 5 يو

## المواصفات (آر-2000-3)

### مواصفات عامة
- النوع: محرك طائرة شعاعي مكون من 14 أسطوانات مُرتبة في صفين.

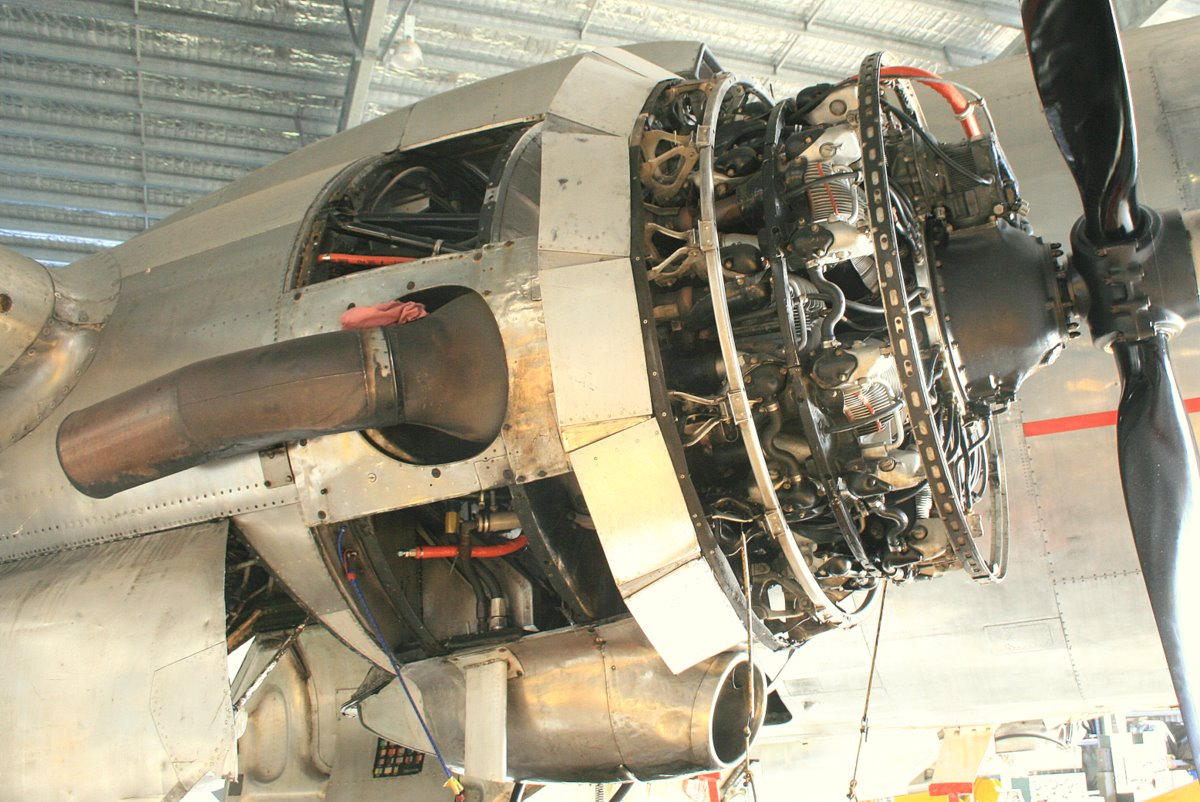
محرك آر-2000 مُركب على جناح طائرة دوغلاس دي سي-4

- قطر الأسطوانة: 146 مم.
- الشوط: 139.7 مم.
- سعة المحرك: 32.8 لتر.
- الطول: 155 سم.
- القطر: 125.7 سم.
- الوزن الصافي: 714 كجم.

### المكونات
- نظام الوقود: مكربن طراز سترومبرج.
- نوع الوقود: بنزين رقم أوكتان 100\130
- نظام التبريد: تبريد بالهواء
- وحدة تخفيض سرعة المروحة الدافعة: نسبة التخفيض تساوي 1:2

### الأداء
- القدرة الناتجة: 1350 حصان (895 كيلو وات) عند 2700 دورة/دقيقة عند مستوى سطح البحر.
- نسبة الانضغاط: 1:6.5

## مزيد من القراءة
- Gunston, Bill (1986). World encyclopaedia of aero engines. Wellingborough: P. Stephens. p. 132. ISBN 0-85059-717-X. OCLC 12513381.
- White, Graham (1995). Allied aircraft piston engines of World War II. Warrendale, Pennsylvania: Society of Automotive Engineers. p. 221. ISBN 1-56091-655-9. OCLC 231676701.